# Hypnum monumentorum
Hypnum monumentorum là một loài Rêu trong họ Hypnaceae. Loài này được Duby mô tả khoa học đầu tiên năm 1846.